# Dobroty
Dobroty (deutsch Theresenthal) ist ein Ort in der polnischen Woiwodschaft Ermland-Masuren. Er gehört zur Gmina Sępopol (Stadt- und Landgemeinde Schippenbeil) im Powiat Bartoszycki (Kreis Bartenstein).

## Geographische Lage
Dobroty liegt in der nördlichen Mitte der Woiwodschaft Ermland-Masuren, 14 Kilometer südwestlich der heute auf russischem Staatsgebiet der Oblast Kaliningrad gelegenen einstigen Kreisstadt Gerdauen (russisch Schelesnodoroschny) und 22 Kilometer nordwestlich der heutigen Kreismetropole Bartoszyce (deutsch Bartenstein).

## Geschichte
1845 ist das Gründungsjahr des Gutsorts Theresenthal, der bis 1945 ein Wohnplatz von Dietrichsdorf (polnisch Dzietrzychowo) im Kreis Gerdauen in Ostpreußen war.
Als 1945 in Kriegsfolge das gesamte südliche Ostpreußen an Polen fiel, erhielt Theresenthal die polnische Namensform „Dobroty“. Der kleine Ort ist heute Teil der Stadt- und Landgemeinde Sępopol (Schippenbeil) im Powiat Bartoszycki (Kreis Bartenstein), von 1975 bis 1998 der Woiwodschaft Olsztyn, seither der Woiwodschaft Ermland-Masuren zugehörig.

## Kirche
Bis 1945 war Theresenthal in den Sprengel Dietrichsdorf der evangelischen Kirche Laggarben (polnisch Garbo) in der Kirchenprovinz Ostpreußen der Kirche der Altpreußischen Union, außerdem in die römisch-katholische Kirche St. Bruno im heute russischen Insterburg (russisch Tschernjachowsk) im Bistum Ermland eingepfarrt.
Heute gehört Dobroty katholischerseits zur Kirche in Garbno (Laggarben) im Erzbistum Ermland, evangelischerseits zu den Kirchen in Barciany (Barten) bzw. Bartoszyce (Bartenstein), beides Filialkirchen der Pfarrei in Kętrzyn (Rastenburg) in der Diözese Masuren der Evangelisch-Augsburgischen Kirche in Polen.

## Verkehr
Dobroty ist der Endpunkt einer Nebenstraße, die von Dzietrzychowo (Dietrichsdorf) nach hier führt. Eine Anbindung an den Bahnverkehr besteht nicht.